# جوزف گلنون
جوزف گلنون (انگلیسی: Joseph Glennon; ۱۷ اکتبر ۱۸۸۹ – ۲۶ ژوئن ۱۹۲۶) بازیکن فوتبال اهل پادشاهی متحد بریتانیای کبیر و ایرلند بود.
از باشگاه‌هایی که در آن بازی کرده‌است می‌توان به باشگاه فوتبال گریمزبی تاون اشاره کرد.